# Carretera dels Emirats
La carretera dels Emirats (E311) (àrab: شارع الإمارات, xāriʿ al-Imārāt, literalment ‘avinguda dels Emirats') és una de les carreteres més llargues dels Emirats Àrabs Units. La carretera E311 es coneix també com a carretera Sheikh Mohammad Bin Zayed des de gener de 2013, i de forma abreujada amb l'acrònim SMBZ.
Uneix Jebel Ali, a l'oest de la ciutat de Dubai, amb Ras al-Khaimah, seguint tota la costa per Sharjah, Ajman i Umm al-Qaiwain. Fou construïda per la municipalitat de Dubai per eliminar el trànsit de camions per les zones urbanes i actualment és una zona de desenvolupament on s'estableixen empreses i es construeixen edificis. Està prevista la seva ampliació fins a la frontera d'Oman a la península de Musandam. A la rodalia es construeix Dubailand i altres projectes com la International City, els Arabian Ranches, el Dubai Silicon Oasis, Al Salam City, Al Ameera, i altres.
El setembre de 2024 es va informar que dos nous ponts que es van obrir a la intersecció de la carretera Garn Al Sabkha-Sheikh Mohammed bin Zayed han aconseguit reduir fins a un 70% del trànsit durant les hores punta. Això forma part del projecte de millora del trànsit a Dubai.